# 铁西街道 (长春市)
铁西街道是中华人民共和国吉林省长春市绿园区下辖的一个街道办事处。

## 行政区划
铁西街道下辖以下村级行政区划单位：
芙蓉社区、春阳社区、崇文社区、青川社区、龙泉社区、青蒲社区。